# Dinah Jane
Dinah Jane Milika Ilaisaane Hansen Amasio (Santa Ana, 22 de junho de 1997) é uma cantora, atriz e compositora norte-americana. Ela é conhecida por ser ex-integrante do grupo feminino Fifth Harmony, formado em 2012 através da segunda temporada do reality show The X Factor US. Dinah lançou seu primeiro single como cantora solo, "Bottled Up", em setembro de 2018, com parceria de Ty Dolla Sign e Marc E. Bassy. Já em abril de 2019 ela lançou o EP Dinah Jane 1, contendo três faixas, "Heard It All Before", "Pass Me By" e "Fix It".

## Biografia
Dinah nasceu e foi criada em Santa Ana, Califórnia, filha de Milika Hansen e Gordon Hansen e tem origem polinésia, dinamarquesa e tonganesa. Cresceu em uma casa de quatro quartos juntamente com 23 pessoas. Ela é mórmon.
Criada em uma família musical, Jane se apresentou em público pela primeira vez enquanto cantava o hino nacional aos sete anos de idade. Ela participou da Orange County School of the Arts e se formou em 2015. Ela citou os artistas Patti LaBelle, Beyoncé, Leona Lewis, Mariah Carey e Etta James entre suas influências musicais.

## Carreira

### 2012–2018: The X Factor e Fifth Harmony
Dinah fez um teste para o The X Factor com a música "If I Were a Boy" de Beyoncé. L.A. Reid disse que ela levou a música para lugares que até mesmo Beyoncé não conseguiu.
A primeira canção de bootcamp de Dinah foi "Hero" de Mariah Carey. Em seu segundo bootcamp, ela foi colocada contra Diamond White. Elas cantaram a canção "Stronger (What Doesn't Kill You)" de Kelly Clarkson. Dinah acabou esquecendo a letra da música durante sua apresentação. Simon Cowell disse em uma entrevista que se Dinah tivesse se lembrado da letra, provavelmente teria sido colocada como cantora solo. Foi então que, Ally Brooke, Normani Kordei, Lauren Jauregui, Camila Cabello e Dinah formaram, após várias trocas de nome, o quinteto Fifth Harmony. Na fase semifinal do programa, elas cantaram "Anything Could Happen" de Ellie Goulding e "Impossible" de Shontelle. A performance de "Anything Could Happen" foi "digna de uma final" de acordo com L.A. Reid e descrita como "mágica" por Britney Spears, enquanto "Impossible" teve mais críticas negativas do que positivas pelos jurados, pois elas já a haviam apresentado antes. Camila, Lauren e Ally cantaram parte da segunda canção em espanhol fluente. No resultado da votação pelo público, foi revelado que Fifth Harmony estava na final, junto com Tate Stevens e Carly Rose Sonenclar. Na final, elas cantaram novamente "Anything Could Happen" de Ellie Goulding, "Give Your Heart a Break" de Demi Lovato e "Let It Be" dos The Beatles. O grupo terminou em terceiro lugar na competição.
O grupo lançou seu EP de estreia Better Together, que foi lançado em 22 de outubro. O EP alcançou a sexta posição no Billboard e a segunda posição na parada de álbuns do iTunes. O primeiro single do EP foi "Miss Movin' On", que alcançou a 85ª posição na Billboard Hot 100 durante a sua primeira semana de lançamento e tornou o grupo o primeiro participante do X Factor americano a aparecer na parada. Em 18 de julho, elas cantaram o single pela primeira vez no programa Today Show em NY. O grupo, depois lançou seu álbum de estreia Reflection, contendo as faixas "Sledgehammer", "Boss" e "Worth It". O segundo álbum do grupo, intitulado 7/27, foi lançado em maio de 2016. "Work from Home", o single principal do álbum, alcançou o número quatro na Billboard Hot 100 e alcançou o top 10 em várias paradas internacionais. "Work From Home" se tornou a primeira música de um grupo feminino a alcançar o top 10 da Billboard Hot 100 em oito anos, e atualmente o videoclipe possui mais de 2 bilhões de visualizações no YouTube. O terceiro álbum do grupo, o homônimo Fifth Harmony (o primeiro como quarteto após a saída de Camila Cabello), foi lançado em agosto de 2017 e chegou ao segundo lugar da Billboard 200 na semana de lançamento, além de ter marcado a primeira vez que o grupo conseguiu co-escrever e ter uma agência sobre a direção criativa de um álbum. No entendo, em março de 2018, o grupo anunciou que por meio de suas redes sociais que entrariam em uma pausa por tempo indeterminado. Atualmente, as integrantes seguem em frente com seus projetos solo.

### 2015–presente: Parcerias e carreira solo
Em 2015, Jane fez o teste para o papel do personagem principal no filme de animação da Disney, Moana, mas o papel acabou indo para Auliʻi Cravalho. O site de Fuse incluiu Jane em um artigo dos futuros rostos da história asiática e do Pacífico, nomeando os artistas mais promissores da região em 2017. Ela foi destaque na música de RedOne "Boom Boom", junto com Daddy Yankee e French Montana. O single foi lançado em outubro de 2017. No mês seguinte, Jane cantou o hino nacional tonganês Ko e fasi 'oe tu'i' oe 'Otu Tonga" no jogo da semifinal da Copa do Mundo de Rugby de 2017. Jane também lançou um single de Natal com a cantora Leona Lewis em dezembro de 2017.
Em agosto de 2018, foi anunciado que Jane havia assinado contrato com a Hitco Entertainment, fundada por L.A. Reid e Charles Goldstuck. Ela lançou seu primeiro single solo "Bottled Up", com Ty Dolla Sign e Marc E. Bassy, juntamente com seu vídeo lírico, em 21 de setembro de 2018. Jane também tocou o single no The Tonight Show Starring Jimmy Fallon, em outubro de 2018. Em 3 de dezembro de 2018, Dinah tocou duas novas músicas, "Retrograde" e "I Don't Mind", no Jingle Bash. Em 26 de março de 2019, Jane lançou o videoclipe de sua música até então não lançada, "Retrograde". Em 28 de março, ela anunciou um projeto de música que seria lançado em 19 de abril de 2019, revelado mais tarde como seu primeiro álbum solo de estreia, o EP Dinah Jane 1. Jane lançou uma música intitulada "Heard It All Before", seguida por seu videoclipe, como single principal do EP em 19 de abril de 2019. Em maio e julho de 2019, respectivamente, Jane lançou mais dois disponibilizou "Retrograde" para download digital e lançou "SZNS", em parceria com A Boogie wit da Hoodie. Em janeiro de 2020, Dinah Jane anunciou sua segunda turnê solo após seus primeiros shows em 2019. Intitulada Dinah Jane World Tour, a tour começaria no Arizona em abril de 2020 e viajaria pelos Estados Unidos antes de se apresentar em cidades selecionadas na Europa. Para abrir os shows da sua turnê, a cantora e compositora indonésia Angez Mo foi convidada. Coincidentemente com o anúncio da turnê, Jane surpreendeu seus fãs ao anunciar um novo single que seria lançado no Dia dos Namorados, intitulado "Missed a Spot". No entanto, o single, que é o primeiro do seu disco de estreia, foi adiado e lançado em 2 de abril. A sua turnê também foi adiada devido à Pandemia de COVID-19.

### Voz
É classificada como meio-soprano e tem uma extensão que se estende do E3 ao F#6 com 3,2 oitavas. Sua voz foi muitas vezes comparada à de Beyoncé por ser forte e bem estruturada. Possui grande habilidade em relação a high notes (notas altas) e uma ótima execução de falsetes.

## Discografia

### EPs
| Título       | Detalhes                                                                                    |
| ------------ | ------------------------------------------------------------------------------------------- |
| Dinah Jane 1 | - Lançamento: 19 de abril de 2019 - Gravadora: Hitco - Formato: Download digital, streaming |

### Singles promocionais
| Ano  | Canção                      | Álbum                          |
| ---- | --------------------------- | ------------------------------ |
| 2011 | "Dancing Like a White Girl" | Não adicionando à nenhum álbum |
| 2019 | "Retrograde"                | Não adicionando à nenhum álbum |
| 2020 | "Lottery"                   | Não adicionando à nenhum álbum |
| 2020 | "1501"                      | Não adicionando à nenhum álbum |

### Singles
| Ano                                                                                     | Canção                                                  | Melhores posições nas tabelas | Melhores posições nas tabelas | Melhores posições nas tabelas | Melhores posições nas tabelas | Melhores posições nas tabelas | Melhores posições nas tabelas | Melhores posições nas tabelas | Melhores posições nas tabelas | Álbum                          |
| Ano                                                                                     | Canção                                                  | US Digital                    | US Latin                      | US Rhy                        | FRA                           | MEX                           | NZ Hot                        | SPA                           | SWI                           | Álbum                          |
| --------------------------------------------------------------------------------------- | ------------------------------------------------------- | ----------------------------- | ----------------------------- | ----------------------------- | ----------------------------- | ----------------------------- | ----------------------------- | ----------------------------- | ----------------------------- | ------------------------------ |
| 2017                                                                                    | "Boom Boom" (com RedOne, Daddy Yankee e French Montana) | 50                            | 24                            | —                             | 170                           | 30                            | —                             | 33                            | 90                            | Não adicionando à nenhum álbum |
| 2018                                                                                    | "Bottled Up" (com Ty Dolla Sign e Marc E. Bassy)        | —                             | —                             | 28                            | —                             | —                             | 13                            | —                             | —                             | Não adicionando à nenhum álbum |
| 2019                                                                                    | "Heard It All Before"                                   | —                             | —                             | —                             | —                             | —                             | —                             | —                             | —                             | Dinah Jane 1                   |
| 2019                                                                                    | "SZNS" (com A Boogie wit da Hoodie)                     | —                             | —                             | —                             | —                             | —                             | —                             | —                             | —                             | Não adicionando à nenhum álbum |
| 2020                                                                                    | "Missed a Spot"                                         | —                             | —                             | —                             | —                             | —                             | —                             | —                             | —                             | TBA                            |
| "—" denota canções que não entraram nas paradas musicais ou não foram lançados no país. |                                                         |                               |                               |                               |                               |                               |                               |                               |                               |                                |

## Turnês

### Como artista solo
- Dinah Jane World Tour (2020)

### Com o Fifth Harmony
- The Reflection Tour (2015)
- The 7/27 Tour (2016)
- PSA Tour (2017)

## Filmografia
| Ano       | Programa                       | Notas                                                                                      |
| --------- | ------------------------------ | ------------------------------------------------------------------------------------------ |
| 2012–2013 | The X Factor U.S               | 2ª temporada: Participante, 22 episódios (2012) 3ª temporada: Convidada, 1 episódio (2013) |
| 2014      | Faking It                      | Episódio: "The Ecstasy and the Agony"                                                      |
| 2015      | Barbie: Life in The Dreamhouse | Episódio: "Sisters' Fun Day"                                                               |
| 2016      | The Ride                       | Episódio: "Fifth Harmony"                                                                  |
| 2018      | Lip Sync Battle                | Episódio: "Fifth Harmony"                                                                  |
| 2018      | Sugar (websérie)               | Episódio: "Fifth Harmony surprises a remarkable fan and her wheelchair dance group."       |
| 2018      | The After Party                | Netflix                                                                                    |
| 2019      | Wild 'n Out                    | 14ª temporada: episódio 1                                                                  |

## Prêmios e indicações
| Ano  | Premiação                 | Categoria           | Trabalho indicado                                       | Resultado |
| ---- | ------------------------- | ------------------- | ------------------------------------------------------- | --------- |
| 2017 | BMI London Awards         | Pop Award Songs     | "All in My Head (Flex)"                                 | Vencedora |
| 2018 | BMI Pop Awards            | Award Winning Songs | "All in My Head (Flex)"                                 | Vencedora |
| 2018 | Teen Choice Awards        | Choice Latin Song   | "Boom Boom" (com RedOne, Daddy Yankee e French Montana) | Indicada  |
| 2019 | iHeartRadio Musica Awards | Best Solo Breakout  | Ela mesma                                               | Indicada  |